# Capela (Alagoas)
Capela este un oraș în statul Alagoas (AL) din Brazilia.